# 波密钓樟
波密钓樟（学名：Lindera fruticosa var. pomiensis）为樟科山胡椒属下的一个变种。